# Angulus lateralis scapulae
|  |
|  |

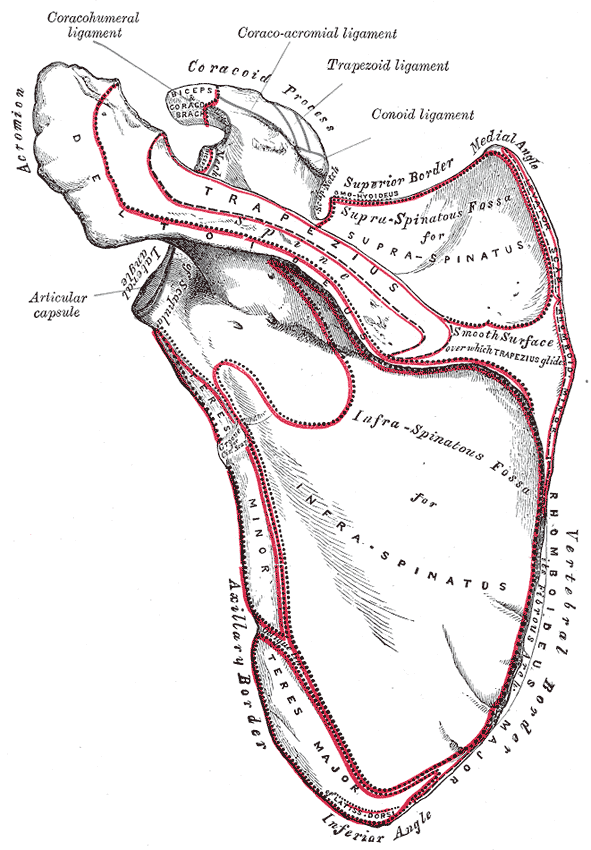
Vänster skulderblad sett bakifrån (dorsalt). Den laterala vinkeln syns till vänster i bilden.

Angulus lateralis scapulae är det latinska namnet på skulderbladets laterala vinkel belägen mellan benets laterala (margo lateralis) och övre kant (margo superior).
Angulus lateralis utgör skulderbladets tjockaste del och kallas ofta för skulderbladets "huvud". Här ligger den päronformade, grunda ledpannan fossa glenoidalis som vid skulderbladets hals (collum scapulae) ledar mot överarmsbenets ledkula (caput humeri). Ledpannan är riktad lateralt och framåt, bredare nedtill än upptill och dess vertikala diameter utgör den längsta. Dess yta är täckt med brosk. Vid dess något upphöjda kanter fäster den tunna ledläpp eller menisk (labrum glenoidale) som omger och vidgar fördjupningen. Över och under ledpannan finns två förhöjningar (tuberculum infraglenoidale och tuberculum supraglenoidale) där m. biceps brachiis sena fäster i den övre.
Axelleden omges av bursor (slemsäckar) som minskar friktionen: b. subacromialis, b. subcoracoideus, b. musculus subscapularis och b. subdeltoidea.
Collum scapulae är en insnörd del medialt om kanten på ledpannan.